# هنر اشکانیان

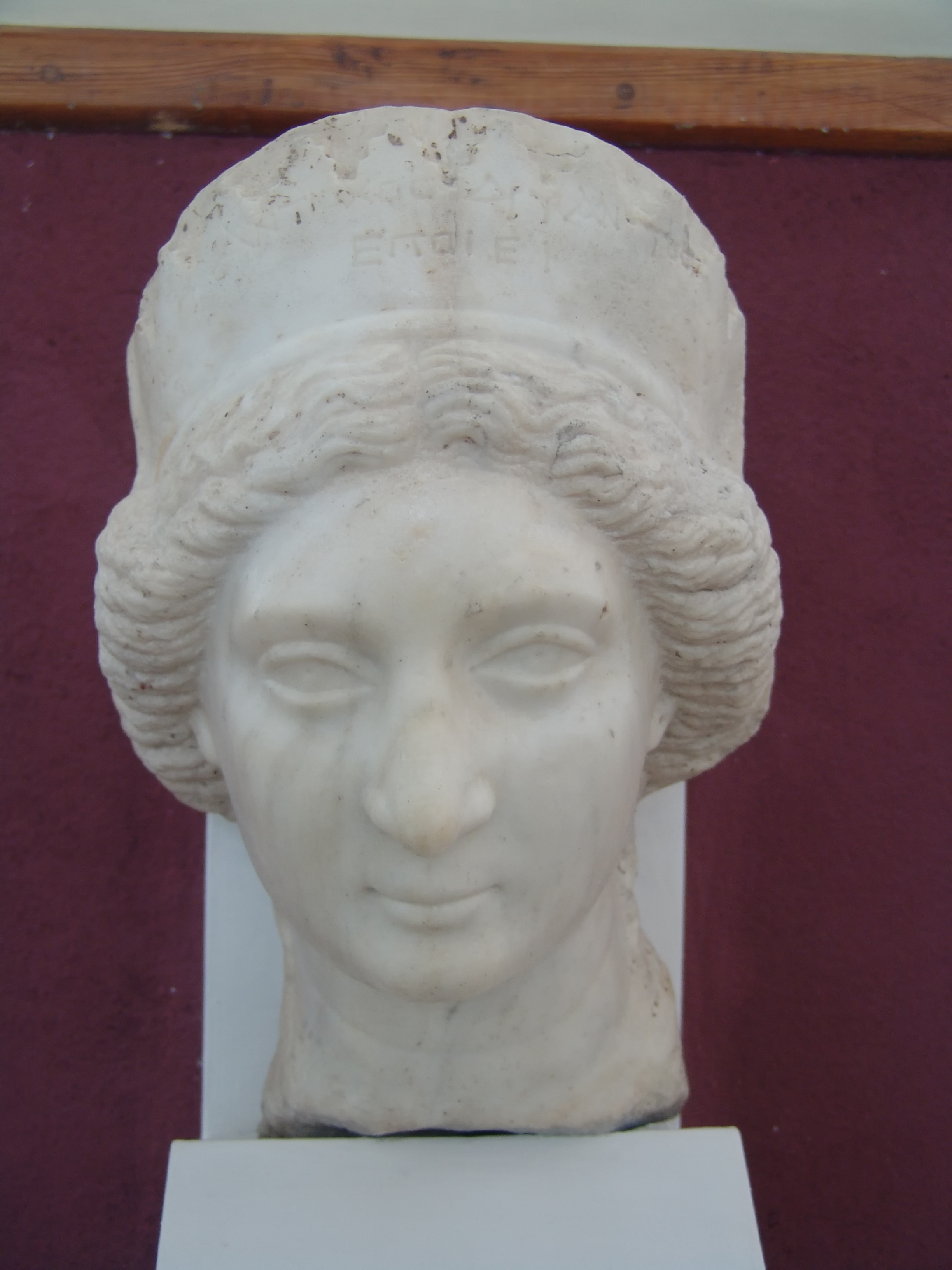
موزا، ملکه اشکانی

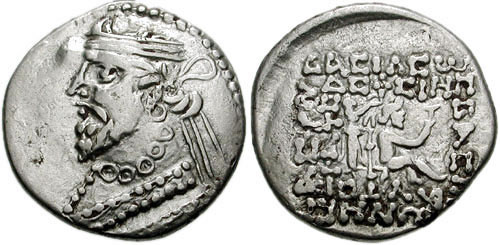
سکه‌های دوره اشکانی

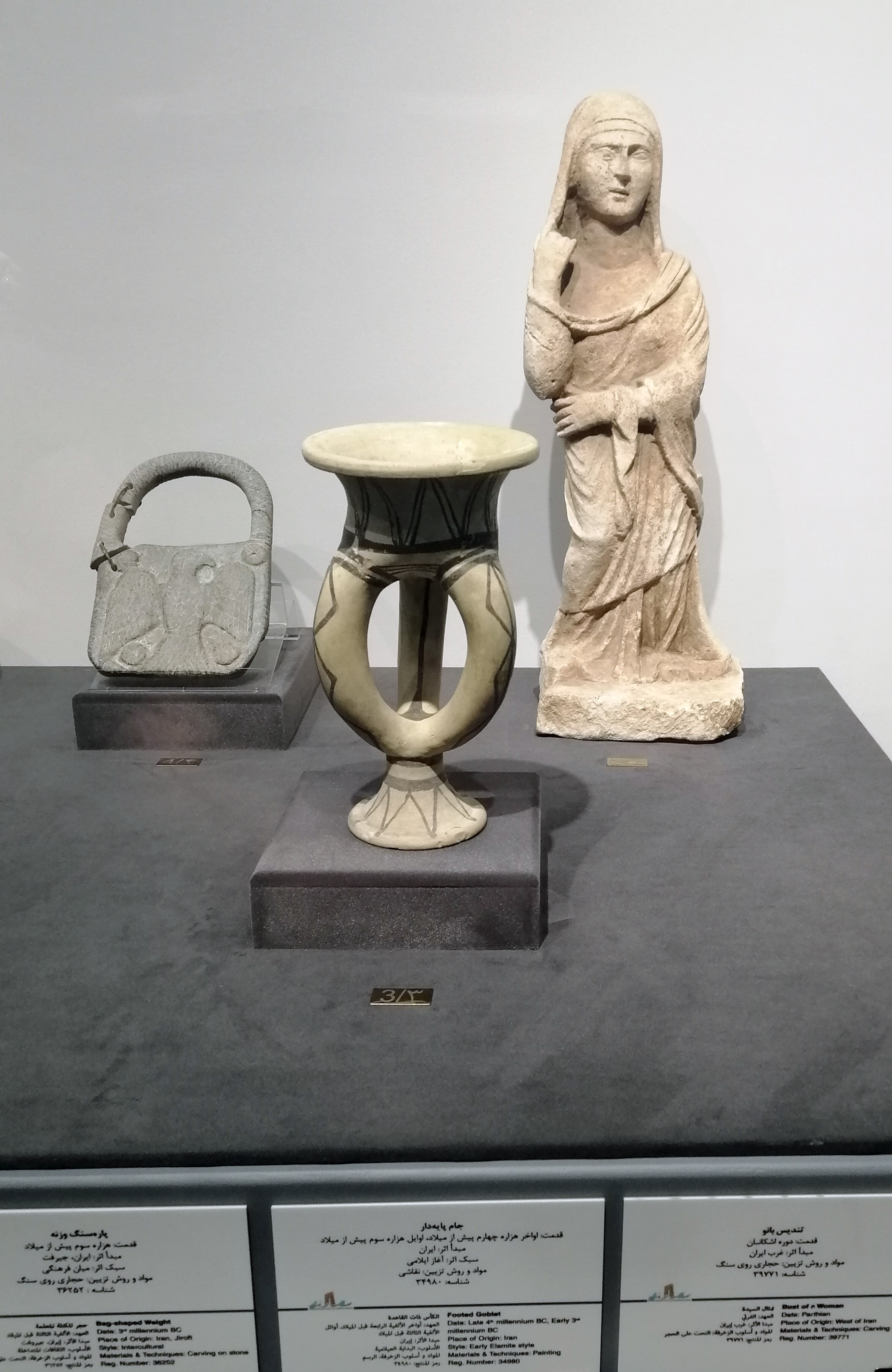
تمدیس بانو (سمت راست) متعلق به دوره اشکانی

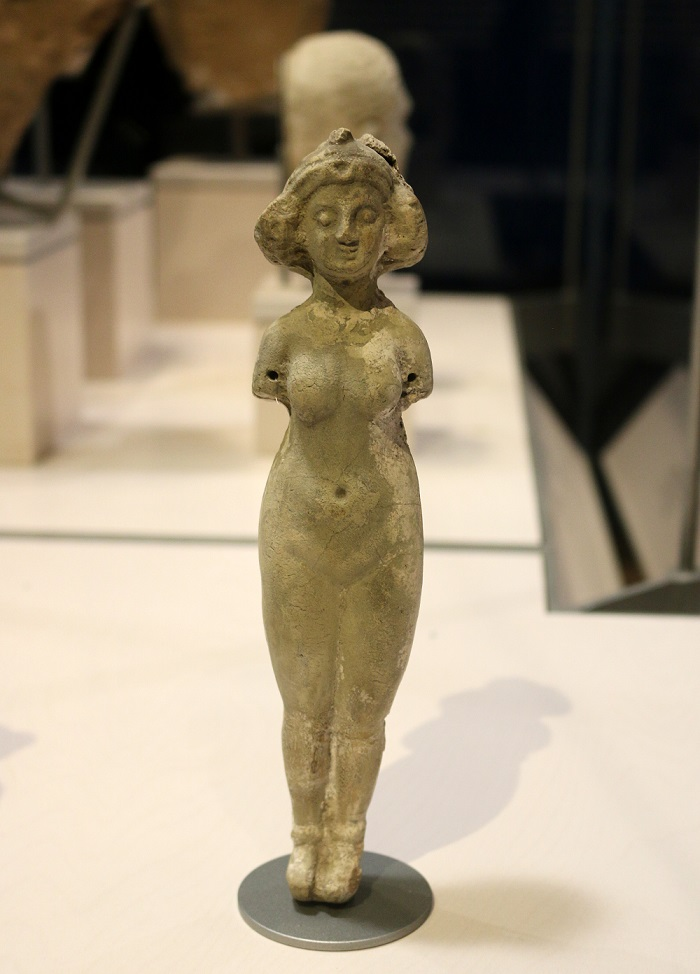
بانوی برهنه از دوره اشکانی

هنر اشکانیان به عنوان یک هنر ایرانی است که در امپراتوری اشکانی در مناطق مجاور از جمله عراق (شرق نزدیک) از لحاظ فرهنگی تحت تأثیر قرار داده‌است. امپراتوری اشکانی از حدود ۲۵۰ سال پیش از میلاد تا ۲۲۰ میلادی در ایران بوده‌اند. هنر اشکانی در واقع‌آمیزه‌ای از دو هنر ایرانی و هنر یونانی است.
امپراتوری اشکانی کشورهای ایران و عراق امروزی را زیرپوشش داشته‌است و دربرگیرنده یک منطقه بزرگ با مردمانی با فرهنگ‌های متفاوت بوده‌است. اشکانیان در زمینه هنر بسیار قوی بوده‌اند و هنرمندان در طی قرن‌ها بعد حتی پس از سرنگونی اشکانیان؛ مورد تقلید و استفاده دیگر حکومت‌ها مانند سلسله بعدی (ساسانیان) بوده‌است.
هنر اشکانیان در شهرستان‌هایی از سوریه از جمله پالمیرا و شام وجود دارد که همه آنها جزئی از سرزمین اشکانیان بوده‌اند. در شمال امپراتوری هنر اشکانیان بیشتر در ارمنستان رونق گرفته‌است و در جنوب به روشنی می‌توان آثار دوره اشکانی را در بحرین مشاهده کرد که به دوران اشکانیان تعلق دارند.
از ویژگی‌های بسیار مشخص و برجستهٔ این گونه هنر ایرانی، چهره‌نگاری و چهره‌محوری آن است. این چهره‌محوری سپس از راه شاهنشاهی بیزانس به اروپا رفت و خود را در هنر سده‌های میانی اروپایی در کالبد نگاه چهره‌های اشخاص خود را نشان می‌دهد.
یکی از دلایلی که این هنر تاکنون ناشناخته مانده‌است؛ نادیده گرفتن جایگاه‌ها و سایت‌های حفاری باستان‌شناختی در هنگام حفاری است. در سدهٔ بیستم میلادی، باستان‌شناس سرشناس، میخائیل ایووانویچ راستوفستچ روس تبار، در پی حفاری‌هایی در منطقهٔ دورا-اوروپوس در سوریهٔ کنونی؛ از طریق شباهت‌های یافته‌شده در شهرهای پالمیرا و ایران تا شمال هند در چینه‌های باستان‌شناختی سده‌های نخست میلادی، پی به هنری یکپارچه و یکسان برد که سپس به «هنر اشکانی» یا «هنر پارتی» نامور شد.

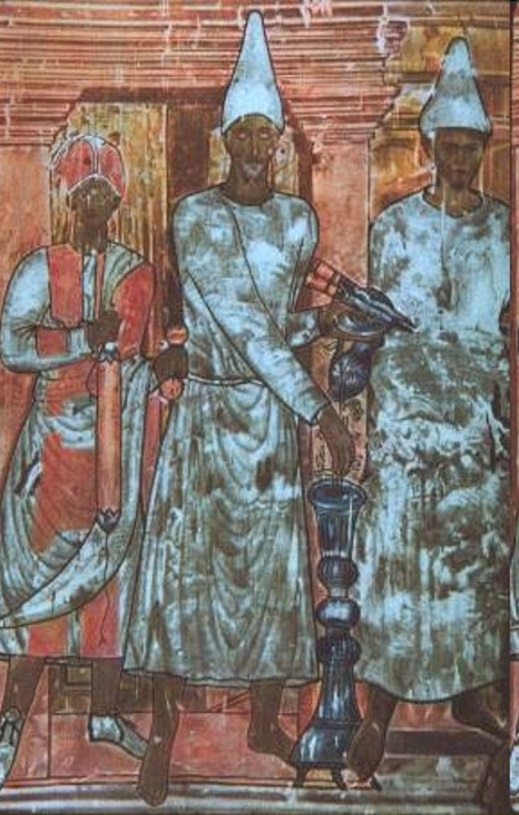
نقاشی آبرنگ «آتشدان قربانی» از دورا-اوروپوس، سدهٔ یکم میلادی، سبک ایرانی-یونانی

اینکه آیا همه هنر اشکانی از آن خود اشکانیان بوده‌است، هنوز گمان‌برانگیز و مورد ظن است. برای نمونه چهره‌محوری در هنر ایرانی نبوده‌است ولی این هنر نزد اشکانیان بسیار پراهمیت و ارزشمند بوده و در هنر پالمیرا و سکه‌های اشکانی بسیار هویدا است. یکی از گمانهایی که این هنر را می‌توان یک هنر اشکانی دانست، این است که این هنر در خارج منطقهٔ فرات میانی دیده نشده و مدرکی دال بر وجود آن تاکنون یافت نشده‌است. به سخن ساده‌تر هنر اشکانی، هنری است که از پیشرفت اندیشهٔ برتر بومی منطقهٔ فرات میانی پدیدار گشته‌است.